# Porumbacu de Jos (gmina)
Porumbacu de Jos – gmina w Rumunii, w okręgu Sybin. Obejmuje miejscowości Colun, Porumbacu de Jos, Porumbacu de Sus, Sărata i Scoreiu. W 2011 roku liczyła 3061 mieszkańców.